# Atelierhaus Herzog
Das Atelierhaus Herzog befindet sich in München-Schwabing.

## Lage
Das Architekturbüro des Münchner Professors liegt westlich des Englischen Gartens in der Imhofstraße 3a.

## Architektur
Es handelt sich bei dem Atelierhaus um ein Dreizonenhaus. Sanitär- und Installationsräume sind in einer innenliegenden 1 m breiten und zu beiden Seiten hin durchlässig gehaltenen Mittelzone zusammengefasst. Im Abstand von 2 m bilden Stahlbetonschotten die Queraussteifung des Gebäudes. Diese drei verschiedenen Zonen sind an der Fassade deutlich ablesbar. Weitere Besonderheit des Hauses ist die Veränderbarkeit der Raumzuordnung. Aufgrund der flexiblen Anschlussmöglichkeiten können Räume leicht unterschiedlich genutzt werden. Die Raumtiefe von 13 m werden durch die seitliche transluzente Fassade mit Tageslicht unterstützt. Das Treppenhaus ist an der Ostseite zum Nachbarn hin angeordnet.
Die Bauingenieure Sailer & Stephan zeichneten verantwortlich für das Tragwerk.

## Projektbeteiligte
- Architekt: Thomas Herzog und Peter Bonfig, München
- Bauingenieur: Sailer & Stephan, München
- Bauleitung: Helmut Wollner

## Bauten in der Nähe
- Atelier Rosa von Hermann Rosa
- Terrassenhaus Genter Straße von Otto Steidle, Doris und Ralph Thut
- Wohnhochhäuser von Ernst Barth
- Wohnhochhäuser von Josef Wiedemann
- Haus Schmitthenner von Paul Schmitthenner